# Bolma recens
Bolma recens är en snäckart som först beskrevs av Dell 1967.  Bolma recens ingår i släktet Bolma och familjen turbinsnäckor. Inga underarter finns listade i Catalogue of Life.